# Нижняя Охтома (приток Илексы)
Нижняя Охтома — река в России, протекает по территории Онежского района Архангельской области, недалеко от его границы с Пудожским районом Карелии.
Вытекает из Нельмозера, устье реки находится в 36 км по правому берегу реки Илексы. Длина реки — 6,4 км, площадь водосборного бассейна — 418 км². Протекает вдали от населённых пунктов.
В 5,5 км от устья принимает левый приток — Ельгу.
В Нельмозеро впадает река Верхняя Охтома, несущая воды Чикшозера и Могжозера.

## Данные водного реестра
По данным государственного водного реестра России относится к Балтийскому бассейновому округу, водохозяйственный участок реки — Водла, оз. Водлозеро, речной подбассейн реки — Свирь (включая реки бассейна Онежского озера). Относится к речному бассейну реки Нева (включая бассейны рек Онежского и Ладожского озера).
Код объекта в государственном водном реестре — 01040100312102000016457.